# Century Media Records
A Century Media Records é uma gravadora independente especializada em heavy metal com escritórios nos Estados Unidos, Alemanha, Itália, França, Suécia e Reino Unido. A gravadora foi formada em 1988 e lançou ao estrelato bandas como Lacuna Coil, Iced Earth, Nevermore, Krisiun e Cryptosy.
A partir de 2015 a Century Music pertence à Sony Music.

## Sub-selos da gravadora

### Century Black
Selo especializados em lançar discos raros de black metal, com bandas como Emperor, Gorgoroth, Ulver e outros.

### Abacus Records
Selo especializado em bandas de metalcore e hardcore punk, com bandas como Glass Casket, Turbonegro e Sick Of It All.

### Liquor and Poker Music
Selo especializado em stoner rock e hard rock. Contém bandas como Backyard Babies, Fu Manchu e Nebula.

## Century Media no Brasil
No Brasil, a gravadora teve escritório e foi fundada no fim de 1999/ início de 2000 sob a representação do holandês Eric de Haas. O selo teve grande importância para o cenário brasileiro, trazendo sempre as grandes novidades e grandes relançamentos. Ao todo, o catálogo teve mais de 300 lançamentos. Ainda no Brasil, foi aberto a representação da gravadora Nuclear Blast, com parceria, marketing e distribuição pela Century Media por um período. O Selo veio a se retirar do país alguns anos mais tarde, aproximadamente em 2005, deixando assim os itens do selo fora de catálogo. 